# ジョン・モークリー
1. ジョン・モークリーが一人で写っている写真
2. できれば眼鏡をかけている写真

ジョン・ウィリアム・モークリー（John William Mauchly、1907年8月30日 - 1980年1月8日）は、アメリカ合衆国の物理学者である。ジョン・プレスパー・エッカートとともに、世界初の汎用電子デジタル計算機であるENIACや、EDVAC、BINAC、アメリカ合衆国初の商用コンピュータであるUNIVAC Iを設計・製造したことで知られる。
モークリーとエッカートは共同で世界初のコンピュータ会社エッカート・モークリー・コンピュータ(EMCC)を設立し、プログラム内蔵方式、サブルーチン、プログラミング言語などのコンピュータに関する基本的な概念を開拓した。彼らの研究は、世界で広く読まれたEDVACに関する報告書の第一草稿（1945年）や、1946年夏に開かれたムーア・スクール・レクチャーで取り上げられ、世界中で1940年代後半のコンピュータ開発の爆発的な増加に影響を与えた。

## 若年期と教育
モークリーは、1907年8月30日にオハイオ州シンシナティに生まれた。幼い頃、父のセバスチャン・モークリーがカーネギー研究所の地球電気部門の部門長に就任し、一家はメリーランド州チェビー・チェースに移った。モークリーは若い頃から科学、特に電気に興味を持っており、近所の家の電気設備を修理をしていた。モークリーはワシントンDCのマッキンリー技術高校に通っていた。高校では討論部で非常に活発に活動し、ナショナル・オナー・ソサエティに参加し、学校新聞"Tech Life"の編集長になった。1925年に高校を卒業し、奨学金を得てジョンズ・ホプキンス大学に入学し、工学を学んだ。その後物理学科に転科し、1932年に物理学でPh.D.を取得した。
1932年から1933年までジョンズ・ホプキンス大学で研究助手を務め、そこでホルムアルデヒドスペクトルのエネルギーレベルの計算を行った。1933年にアーサイナス大学の物理学科長に就任した。彼は物理学科の唯一の職員だった。

## ムーア・スクール
1941年の夏、モークリーはペンシルバニア大学ムーア・スクール（電気工学部）で電子工学の防衛訓練コースを受講した。そこで彼は研究室の講師で、以降長年に渡ってワーキングパートナーシップを組むことになるジョン・プレスパー・エッカート（1919年 - 1995年）と出会った。コースの終了後、モークリーは電気工学の講師としてムーア・スクールに雇用され、1943年に電気工学の助教授に昇進した。

### ENIAC
1942年、モークリーは汎用電子計算機の構築を提案するメモを書いた。その提案は、機械的な可動部品を使用せず、電子技術を使用することによって得ることができる莫大な速度上の利点を強調したものである。この提案はムーア・スクール内で広まったが、その意義はすぐには認識されなかった。陸軍省とムーア・スクールの連絡係（リエゾン）であったハーマン・ゴールドスタイン中尉は、その提案を取り上げ、モークリーに正式な提案書を書くよう依頼した。1943年4月、陸軍はムーア・スクールと契約し、モークリーらの提案による、砲弾の射撃表の計算を加速するための電子計算機、ENIACを建造した。モークリーが概念設計を主導し、エッカートがENIACのハードウェアエンジニアリングを主導した。このプロジェクトには、他にも多くの優秀なエンジニアが貢献した。
その高速計算能力により、ENIACはこれまで解決できなかった問題を解決することができた。それは既存の技術よりも約1000倍高速だった。ENIACは1秒間で5000個の数の加算、あるいは357桁の十進数の乗算をすることができた。
ENIACは、加算、減算、乗算、除算、平方根、入力/出力関数、条件付き分岐のシーケンスとループを実行するようにプログラムできる。プログラミングは当初パッチコードとスイッチで行われ、再プログラミングには何日もかかった。1948年に再設計され、記憶されたプログラムをある程度速度を落として使用できるようになった。
死後の2002年に、ENIACに関する業績に対して全米発明家殿堂に殿堂入りした。

### EDVAC
ENIACの建造を開始するため、設計は1944年に凍結された。エッカートとモークリーはすでにこのマシンの限界を認識しており、EDVACと呼ばれる2台目のコンピュータの計画を開始した。1945年1月までに、彼らはこのプログラム内蔵方式のコンピュータを作る契約を獲得した。エッカートは、プログラムとデータの両方を格納するための水銀遅延線メモリを提案した。その年の後半、数学者のジョン・フォン・ノイマンがこのプロジェクトについて学び、工学的な議論に参加した。フォン・ノイマンは、EDVACに関する内部文書を作成した。
「ノイマン型アーキテクチャ」という用語は、フォン・ノイマンが作成した1945年6月30日付けの文書「EDVACに関する報告書の第一草稿」から生まれた。この文書を受け取ったゴールドスタインは、エッカートとモークリーへの言及を削除し、フォン・ノイマンの名前だけが書かれた状態でこの文書を関係者へ配布した（この行動は、後に物議を醸すことになる）。この文書により、そのアイデアが、当時はまだ非常に少なかった世界のコンピュータ設計者の間で広く知られるようになった。
ゴールドスタインが第一草稿からエッカートとモークリーへの言及を削除したことで、彼らは不利益を被った。ENIACの特許アメリカ合衆国特許第 3,120,606号は1947年6月26日に出願され、1964年2月4日に付与されたが、その後の裁判により1973年に無効とされた。その原因の1つとして、第一草稿でEDVACの設計詳細（ENIACに関する事項を含む）が一般公開されていたことが挙げられている。

### ムーア・スクール・レクチャー
ENIACが発表された直後の1946年3月、ムーア・スクールは、将来および過去にムーア・スクールで行われたコンピュータ開発に対する商業的権利を得るために、特許ポリシーを変更することを決定した。エッカートとモークリーは、これは受け入れられないと判断し、ムーア・スクールの職を辞任した。しかし、ムーア・スクールから既に請け負っていたコンピュータの設計に関する一連の公開講義は行った。
1946年7月8日から8月31日まで、公開講義コース「デジタル計算機設計のための理論と技術」（通称ムーア・スクール・レクチャー）が開催され、エッカートとモークリーを含め19人が講義を行った。EDSACを構築したケンブリッジ大学のモーリス・ウィルクスなど、多くの参加者が後にコンピュータを開発するようになった。

## エッカート・モークリー・コンピュータ
1947年にエッカート・モークリーは世界初のコンピュータ会社、エッカート・モークリー・コンピュータ(EMCC)を設立し、モークリーが社長に就任した。

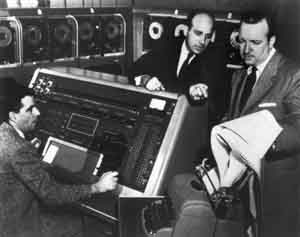
1952年アメリカ合衆国大統領選挙の結果分析用にCBSニュース制作チームに貸与されたUNIVAC I。中央の人物はエッカート。右の人物はウォルター・クロンカイト。

彼らは、後にUNIVACと命名されることになる「EDVAC II」を構築するために国立標準局と契約を結んだ。業務用に設計された世界初のコンピュータであるUNIVACは、大容量記憶装置用の磁気テープなどの多くの重要な技術的利点を持っていた。暫定的な製品として、EMCCは小型のコンピュータであるBINACを製造して納入したが、それでも財政状態は不安定だった。EMCCは1950年にレミントンランドに買収され、同社のUNIVAC部門になった。レミントンランドはスペリーと合併してスペリーランドとなった。

### ソフトウェア
EMCCの歴史のごく初期に、モークリーは計画されたコンピュータシステムのプログラミングの責任を引き受けた。1944年と1945年の国勢調査局の代表との議論、1945年と1946年の統計・天気予報・様々なビジネス上の問題に興味がある人々との議論から、モークリーは、彼らの目的を達成するソフトウェアを新しいユーザーに提供する必要性を感じ取った。彼は、システムの使い方を訓練しない限り、コンピュータを販売するのは難しいだろうと考えていた。そこで、EMCCは1947年初頭にコーディングに興味を持った数学者のスタッフを集め始めた。
モークリーの関心は、コンピュータのアプリケーション、およびそのアーキテクチャと構成にあった。彼はENIACやその後継のコンピュータでのプログラミングの経験から、1949年にプログラミング言語Short Codeを作成した。これは、実際にコンピュータで使われた世界初のプログラミング言語である（その前年にプランカルキュールについての論文が発表されていたが、コンピュータ上で動作する環境はまだなかった）。Short Codeは数学的問題のための疑似コードインタプリタであり、UNIVAC IとIIで実行された。モークリーは、プログラミング言語が重要であるとの考えから、UNIVAC用のコンパイラを開発するためにグレース・ホッパーを雇うことにした。
モークリーは「プログラムする」(to program)という動詞を初めて使った人物であると言われている。ただしこれは、ENIACのプログラミングについてであり、現在の意味とは異なる。

## その後の業績
1959年、モークリーはスペリーランドを退職し、Mauchly Associates, Inc.を起業した。Mauchly Associatesの注目すべき成果の1つは、自動建設スケジューリングを提供するクリティカルパス法(CPM)の開発である。モークリーはまた、1967年にコンサルタント組織Dynatrendを設立し、1973年から1980年に亡くなるまでスペリーUNIVACのコンサルタントとして働いていた。
モークリーは生涯コンピュータに関わり続けた。彼はAssociation for Computing Machinery(ACM)の創立メンバーであり、会長でもあった。また、Society for Industrial and Applied Mathematics(SIAM)の設立を支援した。
ジョン・モークリーは、長い闘病の後の1980年1月8日、ペンシルベニア州アビントンで心臓手術中に亡くなった。

## 私生活
1930年12月30日に結婚した最初の妻、メアリー・オーガスタ・ワルズル(Mary Augusta Walzl)は数学者で、1946年に溺死した。1948年、6人の元ENIACプログラマのうちの1人であるキー・マクナルティ（Kay McNulty、1921年 - 2006年）と再婚した。

## 賞と名誉
モークリーは数々の賞と名誉を受けた。彼はフランクリン研究所、全米技術アカデミー、経営近代化協会の終身会員だった。1957年にIEEEの前身である無線学会(IRE)のフェローに選出され、アメリカ統計学会のフェローにもなった。彼はペンシルベニア大学とアーサイナス大学から名誉博士の学位を授与された。
- 1949年 - ハワード・N・ポッツ・メダル
- 1966年 - ハリー・H・グッド記念賞（英語版）
- 1972年 - フィラデルフィア賞（英語版）
- 1973年 - ハロルド・ペンダー賞
- 1978年 - IEEEエマニエル・R・ピオレ賞（英語版）
- 1981年 - コンピュータパイオニア賞 Charter Recipients
- 2002年 - 全米発明家殿堂選出